# 맥 OS
맥 OS(맥 오에스, Mac OS)는 애플이 매킨토시 용으로 개발한 그래픽 사용자 인터페이스 운영 체제이다. 처음에 이 운영 체제는 매킨토시에 포함된 이름 없는 운영 체제로 간단히 시스템 소프트웨어라고 불렸으나, 1997년 맥 OS 7.6의 출시와 함께 이름이 맥 OS로 바뀌었다.
옛날 버전의 맥 OS는 모토로라 68000 기반 매킨토시에서만 호환되었다. 그 후 애플이 파워PC 기반 매킨토시를 내놓으면서, 맥 OS는 파워PC용으로도 포팅되었다. 맥 OS 8.1은 모토로라 68000 기반 매킨토시(모토로라 68040)에서 호환되는 마지막 버전이었으며, 맥 OS X는 파워PC만을 지원하다가 인텔 맥을 출시하면서 10.4.4 버전부터 인텔 프로세서용으로 포팅되었다. 10.6 스노 레퍼드부터는 파워PC 프로세서에 대한 지원을 중단했다.
크게 나누어 전통적인 클래식(Classic) 시리즈(시스템 1.0 ~ 맥 OS 9)와 새로운 맥 OS X 이후의 것으로 구분할 수 있다.

## 버전
옛날의 매킨토시 시스템은 "시스템"과 "파인더"라는 두 가지 종류의 소프트웨어로 구성되었고. 두 소프트웨어는 버전 번호도 달랐다. 시스템 7.5.3은 맥 OS 로고를 포함한 첫 버전이고, 맥 OS 7.6부터는 이름이 맥 OS로 바뀌었다.
파워PC G3 이전의 시스템은 중요한 부분을 모두 ROM에 저장했다. 원래는 하드 디스크가 없던 옛날의 매킨토시가 플로피 디스크의 한정된 저장 공간을 사용하지 않도록 ROM에 저장했으나, 이 아키텍처는 완전한 그래픽 OS를 명령 줄 인터페이스나 텍스트 콘솔 없이도 사용할 수 있게 해서 시동 오류도 사용자에게 그래픽으로 보여줄 수 있었다. 이 부분은 당시의 PC와는 차별되는 부분이었다. 이런 장점을 낮은 수준에서도 구현하기 위해 맥 OS는 코어 시스템을 ROM에 의존했으며, 이것은 나중에 애플 컴퓨터나 (저작권으로 보호된 애플의 ROM을 포함한) 라이선스된 클론만이 맥 OS를 구동할 수 있게 도와주기도 했다.
맥 OS는 다음 두 분류로 구별할 수 있다.
- 클래식 맥 OS. 애플의 자체 코드 기반.
- 맥 OS X 운영 체제, 클래식 맥 OS와 유닉스 계열 NEXTSTEP 기반.

## 클래식 맥 OS
클래식 맥 OS는 완전히 그래픽으로 구성되었으며, 명령 줄이 전혀 없는 운영 체제로, 쉬운 사용법과 협력형 멀티태스킹으로 유명하다. 하지만 아주 제한된 메모리 관리와 보호된 메모리. 그리고 불안정한 운영 체제 확장 기능으로 비판을 받았다.
원래 매킨토시는 매킨토시 파일 시스템(MFS)를 사용했다. 하지만 이 파일 시스템은 하위 디렉터리를 생성하지 못하며, 1985년에 바로 계층형 파일 시스템(HFS)로 대체되었다. HFS는 하위 디렉터리를 생성하여 디렉터리 트리를 만들 수 있다. 두 파일 시스템은 서로 호환된다.
파워PC 버전의 맥 OS X는 클래식이라고 불리는 클래식 맥 OS용 프로그램을 사용하기 위한 호환 계층을 포함하고 있다. 이 버전은 맥 OS 9#맥 OS 9.1 이후 버전을 돌릴 수 있다. 대부분의 클래식 응용 프로그램은 이 호환 모드에서 잘 돌아가지만 실제 하드웨어에 대해 간섭하지 않아야 한다. 클래식 환경은 맥 OS 9가 x86 프로세서를 지원하지 않아 인텔 맥에서는 구동할 수 없다. 또한 맥 OS X 레퍼드부터는 지원이 중단되어 클래식 모드를 사용할 수 없다.
현재 수많은 클래식 맥 OS 사용자들은 맥 OS X로 업그레이드했지만, 많은 사람들이 더 어려워지고 사용자에게 덜 친숙하다는 이유로 비판하였다. 또한 새로운 OS로 다시 포함되지 않은 몇 가지 기능, 같은 하드웨어에서도 클래식 맥 OS보다 느려졌다는 점, 드라이버와 응용 프로그램이 거의 호환되지 않는다는 점, 옛날 매킨토시로의 지원 중단도 비판을 받았다. 때문에 출시 초기에는 많은 사용자들이 클래식 맥 OS를 그대로 사용했으나, 2005년 경에는 거의 모든 사용자가 맥 OS X로 업그레이드했다.
2005년 6월, 스티브 잡스는 WWDC 2005에서 애플 컴퓨터는 파워PC 칩셋에서 인텔 프로세서로 이동할 것이며, 새로운 기기에 맥 OS 클래식의 지원을 중단한다고 발표했다. 또 같은 콘퍼런스에서 잡스는 개발자 변환 키트를 제공하여 개발자들이 자신의 응용 프로그램이 인텔 맥에서 잘 돌아가는지 테스트 할 수 있게 했다. 2006년 1월에 애플은 첫 인텔 기반 매킨토시인 아이맥과 맥북 프로를 출시했다. 2006년 2월엔 맥 미니를 출시했으며, 2006년 5월에 맥북, 2006년 8월에 맥 프로로 모든 매킨토시를 인텔 프로세서 기반으로 바꿨다.

## macOS
macOS(맥 OS)는 애플의 가장 최신인 맥 OS 운영 체제다. 이전 이름은 OS X (오에스 텐)이었다. 이 버전은 공식적으로는 단순히 맥 OS의 버전 10이지만, 기존 맥 OS와는 아주 많은 변화를 띄고 있다.
이 운영 체제는 맥 OS 9와 클래식 맥 OS의 다음 버전으로, 유닉스 계열 운영 체제이다. 애플이 넥스트 사를 인수하면서 가져온 NEXTSTEP과 마하 커널에 기반을 두고 있다. 또한 macOS는 BSD 코드 베이스를 사용한다.
mac은 그동안 데스크톱용 릴리즈로 9번 출시되었다. 2016년 9월 20일에 공개한 macOS 10.12로 , macOS 시에라로 불리며 2017년에 WWDC에서 발표한 macOS 10.13로, macOS 하이시에라로 불린다(macOS 버전 대의 경우, 고양이과의 펫 네임을 별명으로 붙여 친숙함을 높이려 했는데, OS 10.8 마운틴 라이언을 시작으로 미국 캘리포니아 주의 지명을 사용하기 시작했다.). 또한, 데스크톱용 버전과 같이 macOS은 8번의 서버용 릴리즈가 있었다. 첫 번째 릴리즈는 OS X 서버 1.0으로, 서버 버전은 당시의 데스크톱용 맥 OS(클래식 맥 OS)와 아키텍처가 완전히 달랐으며, 많은 서버 관리 도구를 탑재하고 있었다. macOS는 Xserve의 기본 운영 체제이다. 그리고 데스크톱용 버전과 다르게 패러럴즈 데스크톱과 같은 가상 머신에서도 돌아간다.
macOS는 아이폰, 아이팟 터치, 아이패드, 애플 TV등 다양한 곳에 사용되는 iOS의 기초이다.

## 에뮬레이션

### 68000
vMac, Basilisk II. Executer 등의 서드 파티 68000 에뮬레이터는 인텔 기반 PC에서 맥 OS를 로드할 수 있게 했다. 이 에뮬레이터들은 모토로라 68000 칩셋을 에뮬레이트할 수 있으며, 때문에 맥 OS 8.1 이상의 버전은 파워PC 프로세서를 필요로 하기에 에뮬레이트할 수 없었다. 또한 대부분이 맥 ROM 이미지나 실제 맥 ROM 칩을 필요로 했다.
맥 ROM 이미지를 사용하는 에뮬레이터는 거의 100% 맥 OS 호환성을 유지하며 x86 프로세서에서도 아주 빠른 맥 OS 환경을 구축할 수 있게 해 준다.

### 파워PC
PearPC라는 파워PC 에뮬레이터는 파워PC 프로세서를 에뮬레이트할 수 있으며, 맥 OS X를 에뮬레이트할 수도 있다. 아쉽게도 이 프로그램은 아직도 초기 개발 상태이고, 네이티브 파워PC 칩보다 속도가 아주 느리다.
맥을 파워PC에서 인텔 맥으로 바꾸는 과정에서 애플은 사용자들이 파워PC 기반 응용 프로그램을 인텔 맥에서 돌려야 할 필요를 느끼고, 에뮬레이터 "로제타"를 내놓았다. 많은 사람들은 로제타가 PearPC처럼 아주 느린 퍼포먼스를 보여줄 것이라고 생각했으나, 퍼포먼스는 예상외로 상당히 빨랐다.
또다른 파워PC 에뮬레이터로는 SheepShaver가 있으며, 원래는 BeOS를 파워PC 플랫폼에서 돌리기 위해 만든 것이다. 원래 이 에뮬레이터는 실제 파워PC 프로세서가 필요했으나, 후에 오픈 소스화 되면서 x86 프로세서용으로도 나오게 되었다. 하지만 이 에뮬레이터는 메모리 관리 장치를 에뮬레이트하지 않기 때문에 맥 OS 9.0.4 이후 버전은 에뮬레이트할 수 없다.

## 매킨토시 클론
몇몇 컴퓨터 제조사들은 맥 OS를 구동할 수 있는 클론 컴퓨터를 만들어왔다. 대표적이 예로 파워 컴퓨팅, UMAX, 모토로라가 그래왔다. 이 버전은 클래식 맥 OS를 정상적으로 구동할 수 있다. 하지만 1997년 애플에 돌아온 스티브 잡스가 곧 클론 라이선싱 프로그램을 끝냈다.
2008년, 사이스타사가 499달러의 베어본 컴퓨터를 내놓았는데, 이 컴퓨터는 맥 OS X 10.5 레퍼드를 돌릴 수 있다. 사이스타는 이 컴퓨터를 오픈 맥이라 부르며, 애플은 현재 이 회사에 소송을 걸고, 판매한 모든 클론을 리콜한 후, 애플에 배상하라고 요구하고 있다.

## A/UX
1988년에 애플은 첫 유닉스 계열 운영 체제인 A/UX를 출시했다. 이 운영 체제는 당시 유닉스 계열 운영 체제가 아니었던 맥 OS를 기본 운영 체제로 사용하지 못했던 미국 정부를 대상으로 많은 성공을 거두었다. 맥 OS X를 개발할 때 A/UX의 코드가 약간 쓰였다.

## 매킨토시 응용 프로그램 환경
매킨토시 응용 프로그램 환경은 애플 컴퓨터가 유닉스 계열 워크스테이션에서 애플 매킨토시 응용 프로그램을 사용하기 위해 만든 에뮬레이션 소프트웨어다. 이 프로그램은 X 윈도 시스템을 이용하여 파인더 스타일의 그래픽 사용자 인터페이스를 에뮬레이트한다. 매킨토시 응용 프로그램 환경 3.0은 맥 시스템 7.5.3과 호환된다.
매킨토시 응용 프로그램 환경은 썬 마이크로시스템즈의 SPARCstation과 HP의 시스템에서 사용할 수 있었다. 이 프로그램은 1998년 5월 14일 단종되었다.

## MkLinux
OSF와 애플 컴퓨터가 1996년 2월 리눅스를 파워PC 플랫폼으로 포팅하기 위해 시작한 오픈 소스 컴퓨터 운영 체제로, 1996년 WWDC에서 공개되었으며, 1998년 여름에 커뮤니티 중심의 MkLinux 개발자 단체가 개발을 맡기 시작하였다. 마이크로커널 리눅스 (MicroKernel Linux)의 줄임말이며, 마하 커널 3.0에 기반을 두고 있다.

## OSx86
애플의 EULA에 위배되는 동시에 보증을 포기하는 행위지만, 애플 컴퓨터가 아닌 x86 컴퓨터에서 맥 OS X를 구동하는 것은 커널 수정, 커뮤니티 드라이버, 에뮬레이션 등으로 가능하다. 예로, PC-EFI는 애플 컴퓨터에 기본으로 있는 EFI를 에뮬레이트해서 비 애플 컴퓨터에 맥 OS X를 설치할 수 있게 한다.

## 같이 보기
- 맥 (컴퓨터)